# Юлиан Неаполитанский
Юлиан Неаполитанский (Иулиан; лат. Iulianus, итал. Giuliano; умер в 701) — епископ Неаполя (693/694—701); святой, почитаемый в Римско-католической церкви.

## Биография
Основной исторический источник о святом Юлиане Неаполитанском — написанная на рубеже VIII—IX веков анонимным автором первая часть «Деяний неаполитанских епископов».
О происхождении и ранних годах жизни Юлиана сведений не сохранилось. Он взошёл на епископскую кафедру Неаполя после скончавшегося в 693 или 694 году святого Агнелла.
Об управлении Юлианом Неаполитанской епархией почти ничего не известно. Предполагается, что он скончался в 701 году, занимав епископскую кафедру семь лет и три месяца. Юлиан был похоронен в бывшей тогда кафедральным собором Неаполя базилике Святой Реституты. Затем его реликвии были перенесены в собор Святого Януария, где находятся и теперь под алтарём вместе с мощами других неаполитанских епископов. Преемником Юлиана в епископском сане был святой Лаврентий.
В средневековых источниках Юлиан упоминался как святой. Однако сведения о его особом почитании отсутствуют: его поминовение происходило в тот же день, когда в сонме поминались и все другие святые предстоятели Неаполитанской епархии.